# 2Pac's Greatest Hits
Greatest Hits е двоен диск с най-добрите парчета на рапъра Тупак Шакур, издаден от Death Row Records през 1998 г. Нехронологичното подреждане на песните подчертава етапите в творчеството на Тупак; 21 популярни песни, някои много променени поради противоречия със законите, са допълнени с 4 неиздавани дотогава парчета. Според Billboard Soundscan само в САЩ са продадени 9 милиона копия от Greatest Hits, което го прави един от най-продаваните албуми в жанра.
Албумът съдържа 4 неиздавани по-рано песни: God Bless the Dead (посветена на Biggy Smalls, погрешно смятан от много хора за рапъра Notorious BIG; всъщност това е друг рапър, свързан с Тупак и Live Squad), Unconditional Love (възстановена версия), Troublesome 96' и Changes.

## Представяне в класациите
Върховото представяне на албума е #1 в Billboard's Top R&B/Hip-Hop Albums и #3 в Billboard 200. Въпреки това, както повечето greatest hits албуми, повечето от песните също са били на върха на класациите.

## Списък на песните

### Диск 1
1. Keep Ya Head Up – 4:23
2. 2 of Amerikaz Most Wanted – 4:07
3. Temptations – 5:02
4. God Bless the Dead – 4:22
5. Hail Mary – 5:12
6. Me Against the World – 4:39
7. How Do U Want It – 4:48
8. So Many Tears – 3:58
9. Unconditional Love – 3:59
10. Trapped – 4:45
11. Life Goes On – 5:02
12. Hit 'Em Up – 5:12

### Диск 2
1. Troublesome 96' – 4:36
2. Brenda's Got a Baby – 4:54
3. I Ain't Mad at Cha – 4:19
4. I Get Around – 3:54
5. Changes – 4:29
6. California Love [Original Version] – 4:45
7. Picture Me Rollin' – 5:15
8. How Long Will They Mourn Me? – 3:52
9. Toss It Up – 4:43
10. Dear Mama – 4:40
11. All About U – 4:33
12. To Live & Die in L.A. – 4:33
13. Heartz of Mert – 4:41/4:42